# كونتينينتال ايه 40
محرك كونتينينتال ايه 40 هو محرك طائرة أفقي ذو أسطوانات متعاكسة. يتكون من 4 أسطوانات ومزود بمكربن ويُبرد بالهواء. أُنتج المحرك بواسطة شركة كونتينينتال موتورز للاستخدام خصيصاً في الطائرات الخفيفة في الفترة بين 1931 و1941.

## التصميم والتطوير
كُشف عن محرك ايه 40 البالغة قدرته 37 حصاناً (28 كيلو وات) في ذروة فترة الكساد الكبير. كان هناك عدداً من المحركات الصغيرة متاحة في ذلك الوقت، لكنها جميعها كانت تعاني إما من التعقيد الميكانيكي الزائد أو التكلفة المرتفعة أو الفعالية المنخفضة.
عالج محرك ايه 40 كل العيوب السابقة، وكان إنتاجه مفيداً في ظل الظروف الاقتصادية الصعبة خلال تلك الفترة. ازدادت قدرة الطراز ايه-40-4 لتصل إلى 40 حصان (30 كيلو وات). أصبح هذا المحرك لاحقاً مصدر إلهام لمحركات ايه-50 التالية.
استخدم محرك ايه 40 إشعال أحادي حتى ظهور الطراز ايه-40-5، الذي استخدم إشعال ثنائي. كانت نسبة الانضغاط 1:5.2 في كل محركات هذه الفئة، كما أنها صُممت لتعمل بوقود له أقل رقم أوكتان بلغ 73. انتهى اعتماد كل فئة هذا المحرك في 1 نوفمبر 1941، وظلت المحركات المنتجة فقط قبل هذا التاريخ معتمدة، في حين لم يكن بالإمكان إنتاج أيا من هذه المحركات بعد هذا التاريخ.

## الطرازات
- ايه 40: استخدم اشعال أحادي. بلغت قدرته 37 حصاناً (28 كيلو وات) عندد 2550 دورة/دقيقة، وكان وزنه 65 كجم.
- ايه 40-2: استخدم اشعال أحادي. بلغت قدرته 37 حصاناً (28 كيلو وات) عندد 2550 دورة/دقيقة، وكان وزنه 65 كجم.
- ايه 40-3: استخدم اشعال أحادي وأذرع توصيل مصنوعة من سبيكة النيكل كادميوم. بلغت قدرته 37 حصاناً (28 كيلو وات) عندد 2550 دورة/دقيقة، وكان وزنه 65 كجم.[5]
- ايه 40-4: استخدم اشعال أحادي وأذرع توصيل مغلفة بطبقة من الصلب. بلغت قدرته 40 حصاناً (30 كيلو وات) عندد 2575 دورة/دقيقة، وكان وزنه 65 كجم.
- ايه 40-5:  استخدم اشعال ثنائي. بلغت قدرته 40 حصاناً (30 كيلو وات) عندد 2575 دورة/دقيقة، وكان وزنه 71 كجم.

## التطبيقات

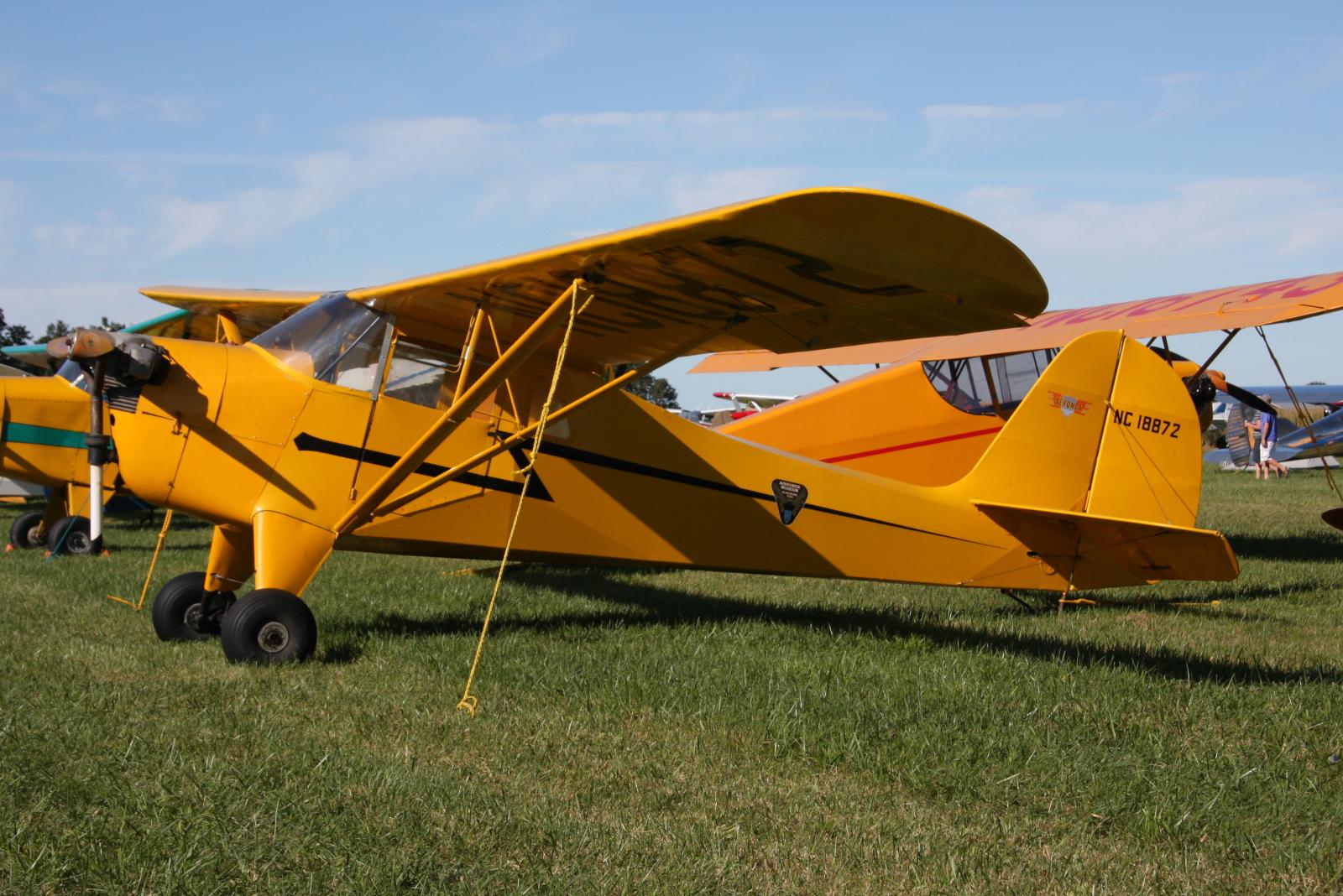
ايرونكا كيه

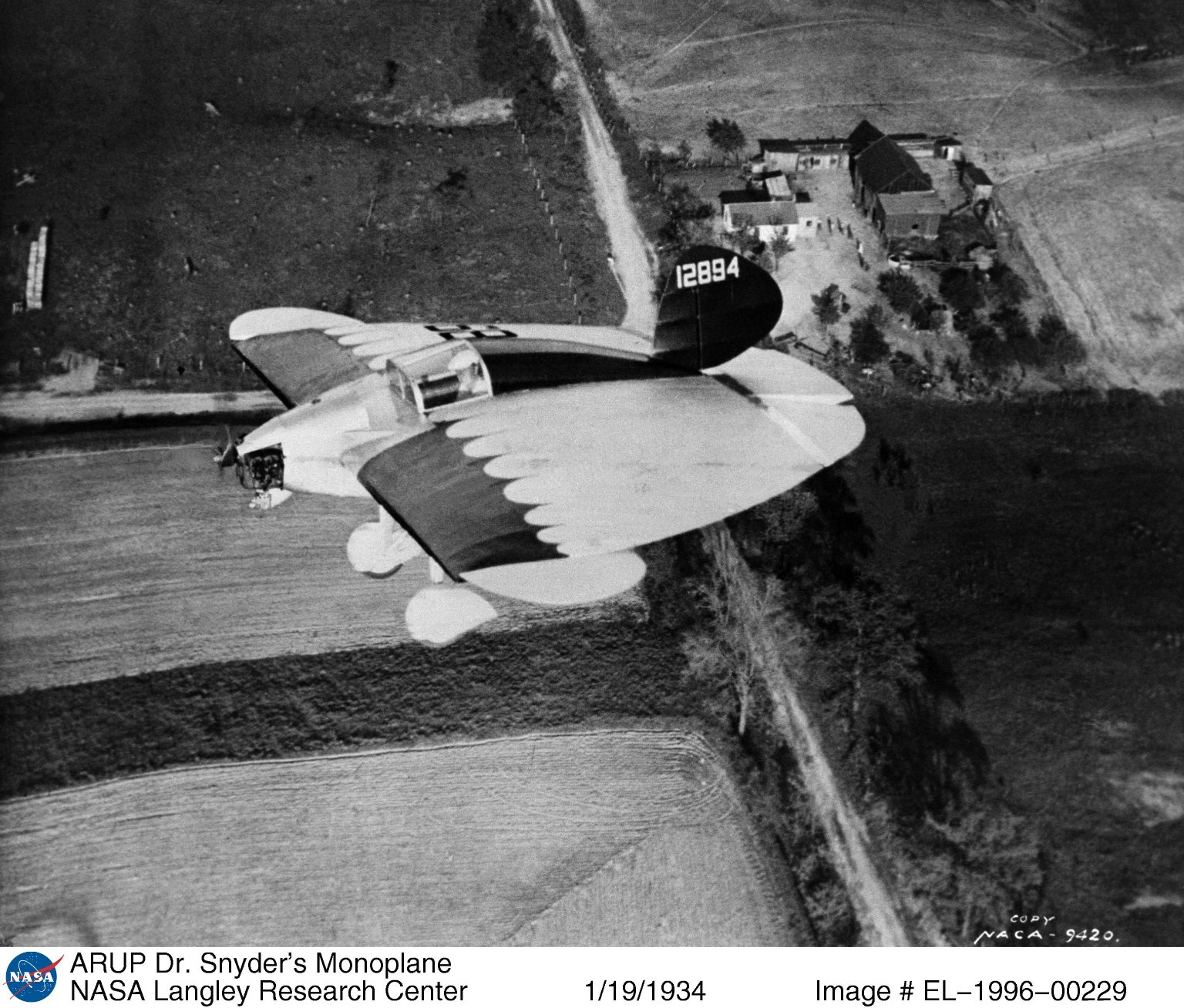
أروبا اس-2

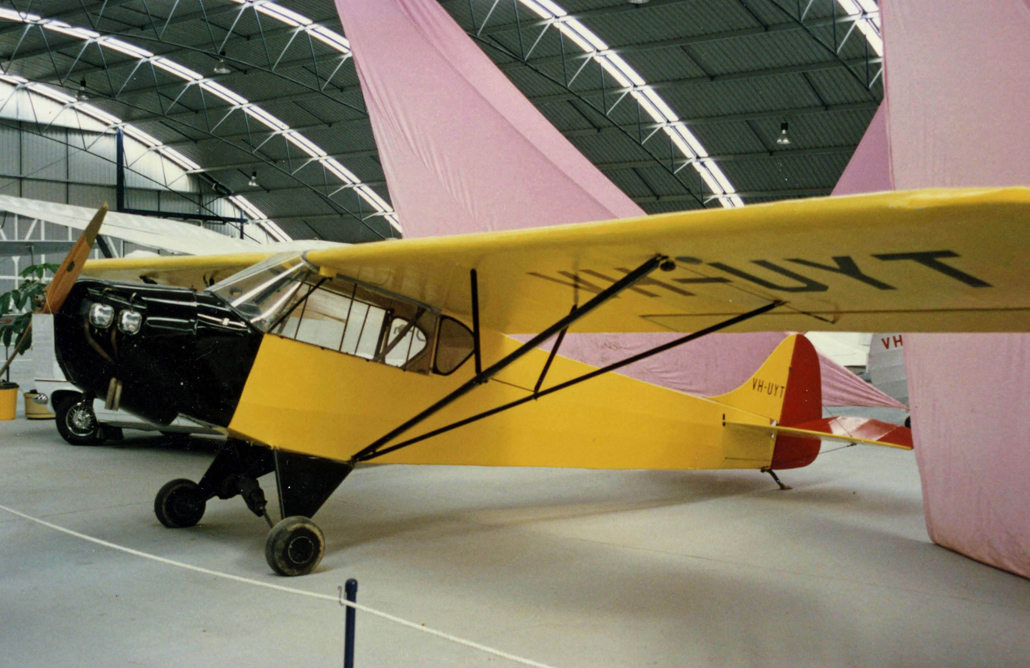
تايلور جيه-2 كب

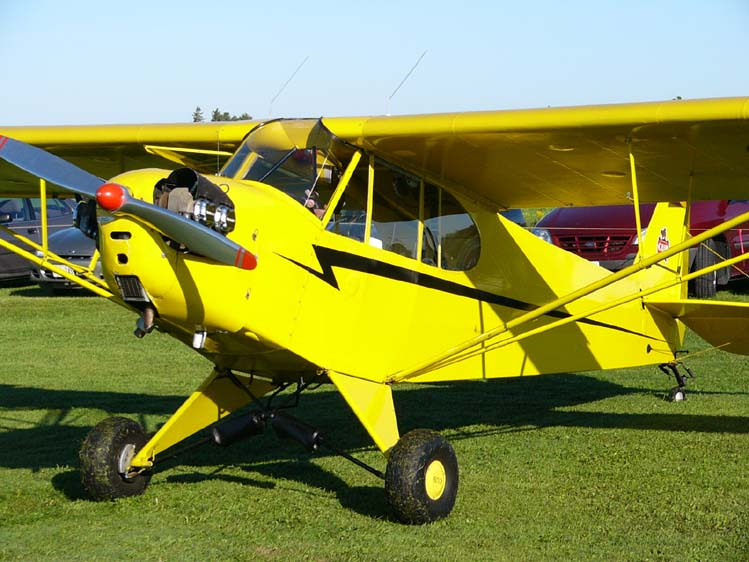
بابير جيه-3 كب

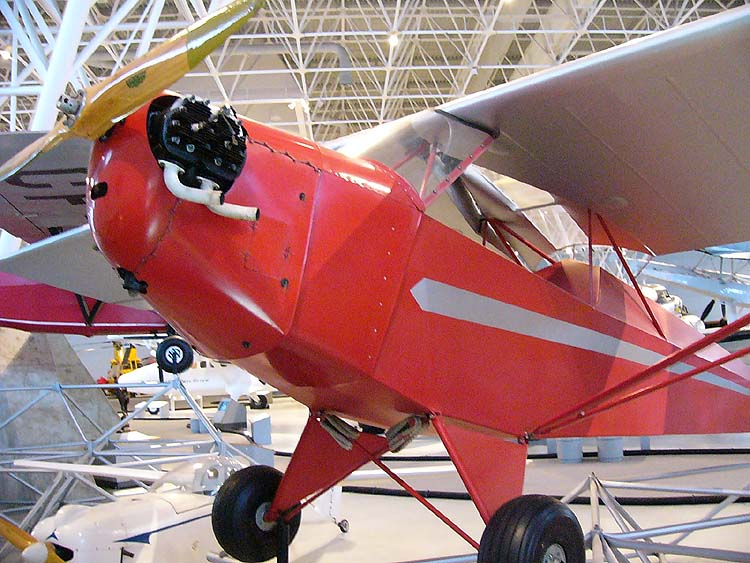
طائرة تايلور كب الطراز إي-2، مزودة بمحرك ايه-40 ويظهر في الصورة أسطوانات المحرك بارزة من الغلاف. تُعرض الطائرة في متحف الطيران الكندي.

- ايرونكا كيه سي[6]
- أروبا اس-2
- تايلور جيه-2 (بايبر جيه-2 كب)
- بايبر جيه-3 كب [7][8]

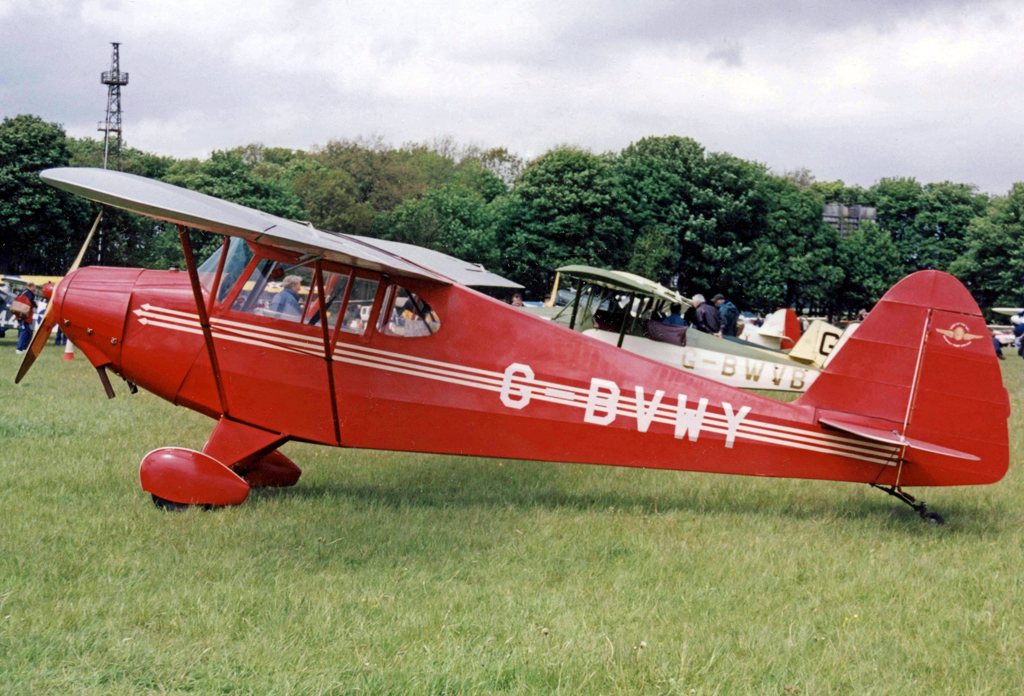
بورتفيلد كوليجيات
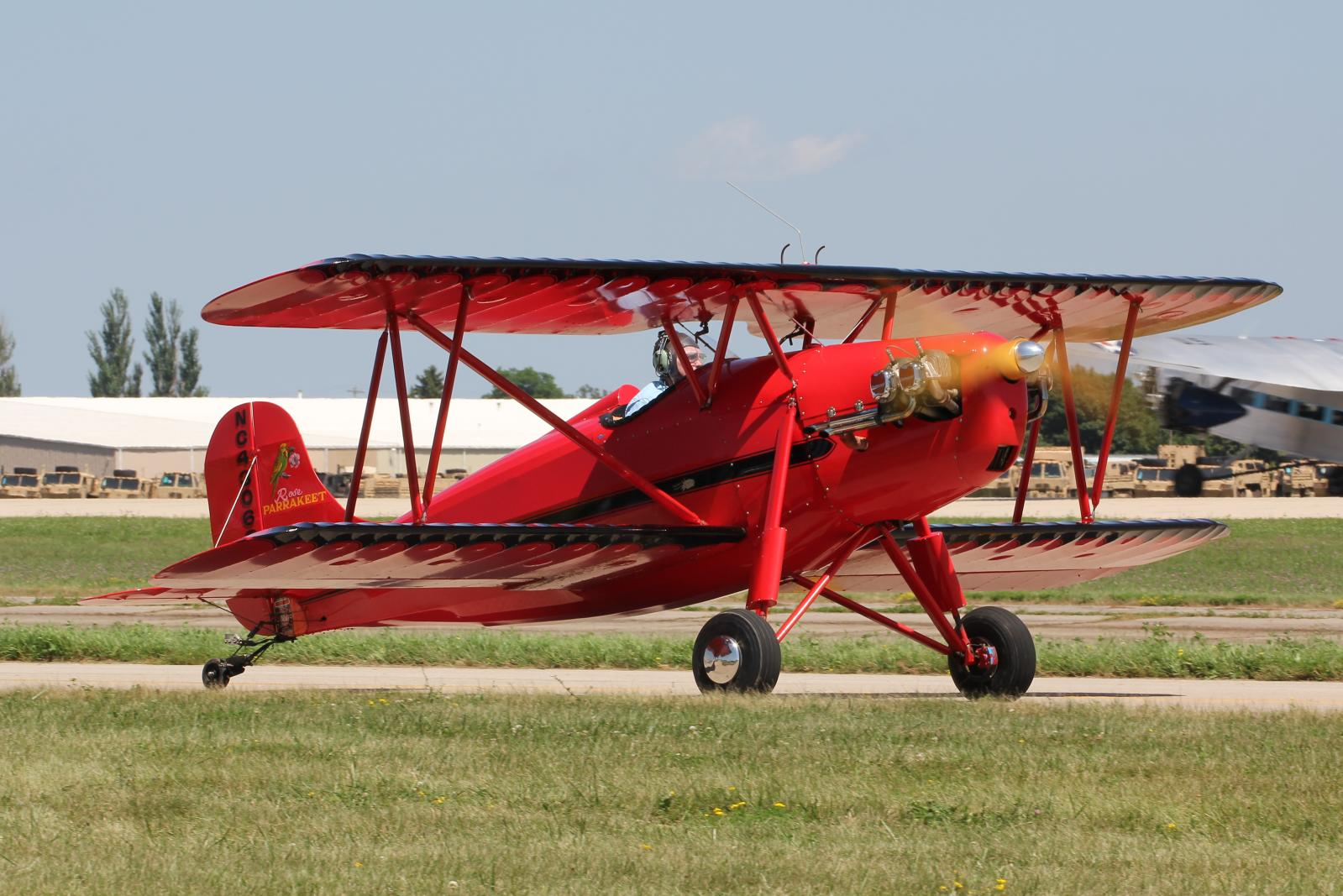
روز باراكيت
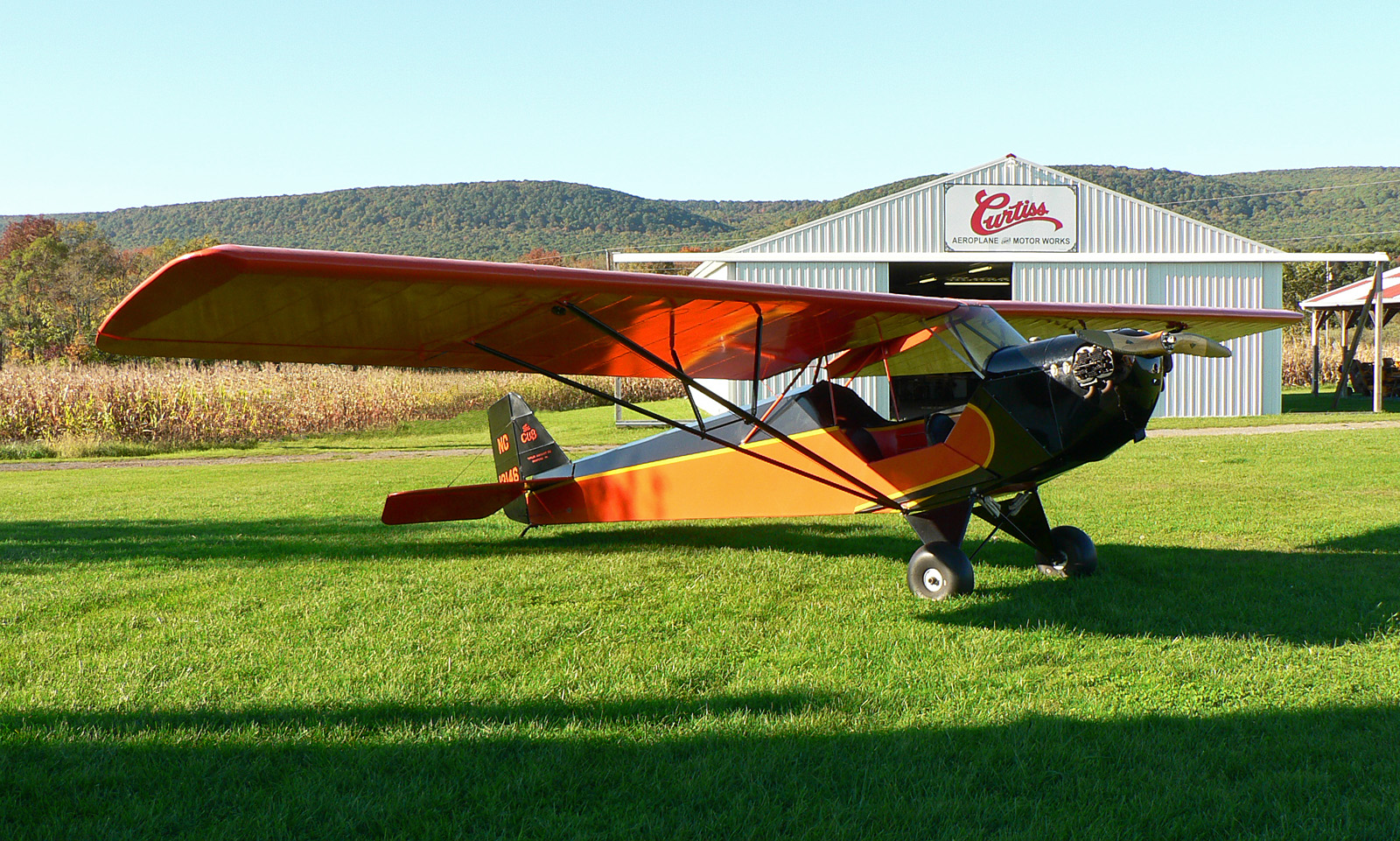
تايلور كب  إي-2
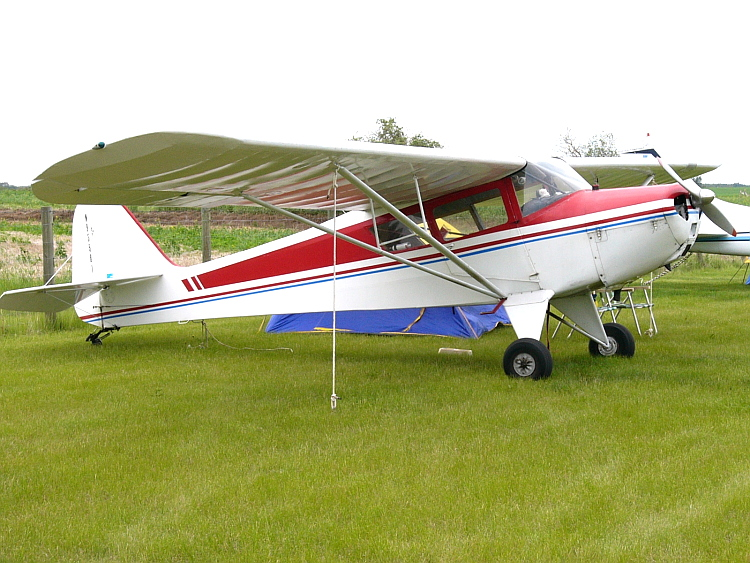
طائرة تايلوركرافت بي سي 12-دي

- طائرة تايلور كرافت ايه
- ويلتش أو دبليو-5 إم[9]

- بورتفيلد كوليجيات
- روز باركيت
- تايلور إي-2 كب
- طائرة تايلوركرافت بي سي 12-دي

## محركات معروضة
- يُعرض محرك في مطار أولد رهينبيك.

## المواصفات (ايه-40-5)

### مواصفات عامة
- النوع: محرك طائرة مسطح رباعي الأسطوانات، ويُبرد بالهواء.
- قطر الأسطوانة: 79.3 مم.
- الشوط: 95.3مم.
- سعة المحرك: 1.9 لتر.
- الطول: 71 سم.
- العرض: 67.2 سم.
- الارتفاع: 71 سم.
- القطر: 51.9 سم.
- الوزن الصافي: 69.9 كجم.

### المكونات
- سلسة صمامات: صمام دخول وصمام عادم جانبي لكل أسطوانة.
- نظام الوقود: مكربن طراز سترومبرج إن ايه-82.
- نوع الوقود: وقود ذو رقم أوكتان لايقل عن 73.
- نظام التزييت: حوض جاف ومضخة ضغط ومضخة تنظيف.
- نظام التبريد: تبريد بالهواء.

### الأداء
- القدرة الناتجة: 40 حصان (30 كيلو وات) عند 2575 دورة/دقيقة.
- كثافة القدرة: 0.35 حصان/بوصة مكعبة (15. كيلو وات/لتر).
- نسبة الانضغاط: 1:5.2
- الاستهلاك النوعي للوقود: 439 جرام/كيلو وات ساعة.
- استهلاك الزيت: 15.3 جرام/كيلو وات ساعة.
- نسبة القدرة إلى الوزن: 0.28 حصان/باوند.

## روابط خارجية
محرك ايه-40 لطائرة إي-2 كب في مطار هولكومب.